# Luminous (Sammlung)
Luminous (englisch für Leuchtend) ist eine Sammlung von zehn Science-Fiction-Kurzgeschichten des australischen Schriftstellers Greg Egan, veröffentlicht von Orion/Millennium in London im Jahr 1998. Drei Kurzgeschichten der Sammlung sind in deutscher Übersetzung durch Kurt Bracharz und Isabella Bruckmaier sowie bearbeitet von Wolfgang Jeschke erschienen.

## Kurzgeschichten
- Chaff: Tief im Urwald von Kolumbien arbeitet ein Forscher an einer neuen Droge mit seltsamen Auswirkungen auf das Gehirn.
- Mitochondrial Eve: Mithilfe von Quanteneffekten bei der Verdopplung von DNA können kursierende Theorien über die Vorfahren der Menschheit geprüft werden.
- Lichtborn (englisch Luminous): Ein Widerspruch innerhalb der Arithmetik offenbart die Existenz einer anderen Welt mit anderen mathematischen Gesetzen.
- Mister Volition: Ein Attentäter versucht den Bereich in seinem Gehirn zu lokalisieren, dem sein Bewusstsein entspringt.
- Cocoon: Durch Einschließung eines Babys in einem Kokon kann dessen Entwicklung über die Begrenzung von Hormonzufuhr kontrolliert werden,
- Transition Dreams: Bei der Überführung eines Bewusstseins von Gehirn auf Computer wird dieses beim Transport über verschiedene Server hinweg auf diesen nur ein sehr kurzes Leben führen.
- Silver Fire: Eine nicht heilbare Krankheit, die das Gefühl des lebendigen Verbrennens verursacht, breitet sich auf der Welt aus.
- Gute Gründe, fröhlich zu sein (englisch Reasons to Be Cheerful): Ein Junge wird durch einen Gehirntumor ununterbrochen glücklich.
- Our Lady of Chernobyl: Ein Detektiv wird angeheuert um eine radioaktive religiöse Ikone finden, doch die Suche wird tödlich.
- Der Planck-Sprung (englisch The Planck Dive): Zur genaueren Untersuchung eines Schwarzen Loches werden digitale Kopien von Menschen zum Ereignishorizont gesendet.

## Auszeichnung
Die komplette Sammlung erreichte den 4. Platz beim Locus Award im Jahr 1999.
Lichtborn war im Jahr 1996 für den Hugo Award für die beste Novelette nominiert gewesen. Chaff erreichte den 13. Platz beim Locus Award im Jahr 1994 und den 7. Platz beim Interzone Readers Poll im Jahr 1994. Our Lady of Chernobyl erreichte den 14. Platz beim Locus Award im Jahr 1995.

## Kritik
Brian Stableford schreibt in Vector, dass die zweite Sammlung von Greg Egan wesentlich besser als die erste Sammlung, Axiomatic, sei und einen Vergleich mit klassischen Sammlungen der Philosophie wie Labyrinthe von Jorge Luis Borges und Der sechste Tag von Primo Levi rechtfertigt. Es sei das Science-Fiction-Buch des Jahres und sollte in keinem Regal eines Science-Fiction-Liebhabers fehlen. Ob gut oder schlecht, so sehen die Dinge aus, die da kommen. („Egan's second story-collection, Luminous, is markedly better than his first. Axiomatic, and warrants comparison with such classic collections of Contes philosophiques as Jorge Luis Borges's Labyrinths and Primo Levi's The Sixth Day...This is the science fiction book of the year, and it should be on every sf lover's shelf...For good or ill, this is the shape of things to come.“)
Bruce Gillespie schreibt in SF Commentary, dass Greg Egan in diesen Geschichten eine Gleichmäßigkeit der Struktur sowie Konsistenz der Leistung erreicht, welche die Erinnerung an einzelne Geschichten erschwert. Eher ergeben diese zusammen eine Eganwelt, in der es schwer ist, zwischen ihren Standpunkten zu unterscheiden. Dennoch haben die meisten Geschichten vier Sterne verdient, mit besonderem Lob für Transition Dreams, Silver Fire, Chaff und Der Planck-Sprung. („Greg Egan has achieved an evenness of texture and consistency of accomplishment in these stories that makes it difficult to remember them separately. They so nearly add up to one Eganworld that it’s hard to differentiate between their viewpoints. I’ve given four stars to most of them, and particularly liked 'Transition Dreams', 'Silver Fire', 'Chaff', and "The Planck Dive".“)